# Hazel O'Connor
Hazel O'Connor, née le 16 mai 1955 à Coventry, est une actrice et chanteuse britannique. Elle connait la célébrité au début des années 1980 avec le film Breaking Glass, et quelques albums new wave. Par la suite, elle évolue vers un registre folk. Elle mène une carrière plus discrète et continue à sortir des albums.

## Biographie
Hazel O'Connor est révélée au grand public en 1980 lorsqu'elle interprète le rôle de Kate dans le film Breaking Glass, retraçant le parcours d'une jeune et ambitieuse chanteuse punk, de l'anonymat à la célébrité et ses travers, ses rapports avec les maisons de disques, le déclin de sa carrière. Ce film est un des succès de l'année 1980. La bande originale, interprétée par Hazel O'Connor, donnera lieu à un album du même nom : Breaking Glass sortira en août 1980. Au même moment, elle obtient son premier hit extrait du film : Eighth Day. Le précédent single de cette bande originale, à savoir Writing on the Wall, ne s'était pas vendu. Elle connaîtra un autre succès cette même année, plus relatif toutefois, avec Give Me an Inch (no 41) en octobre 1980[réf. nécessaire]. En cette année 1980 décidément très chargée, sort son deuxième mais premier véritable album, Sons and Lovers. Pour ne pas s'enfermer dans le rôle de Kate, elle décide de changer de look, adoptant un style moins sage et troquant son imposante chevelure blonde pour des cheveux courts de couleur rousse. Cette décision noble et risquée sera néanmoins l'une des raisons de l'échec de cet album, qui n'est pas parvenu à intégrer le top 100 malgré la popularité récente de la chanteuse. Par exemple, sur la pochette de l'album, elle apparaît dessinée en costume-cravate, avec une coupe androgyne, à l'opposé de la pétillante blonde du film. Le premier extrait, Time, passe inaperçu[réf. nécessaire].
Hazel O'Connor réussit néanmoins sa reconversion en chanteuse à succès : en mars 1981, D-Days (no 10[réf. nécessaire]) séduit le public en jouant sur le registre du grain de folie et des rythmes entêtants. En revanche, elle ne séduira pas la presse musicale, qui s'est souvent montrée corrosive en critiquant ardemment ses albums comme ses singles. En avril 1981, elle fait la couverture du magazine Smash Hits. La bataille fait alors rage entre chanteuses britanniques : Hazel O'Connor a pour rivales Sheena Easton, Kirsty McColl ou encore Kim Wilde. C'est un énième extrait du film qui apportera à Hazel O'Connor son titre le plus connu : Will You?. Cette ballade tragique et sirupeuse est devenue un classique des chansons romantiques. Malgré cela, la chanteuse peine à se débarrasser du personnage de Kate et à imposer ses propres chansons auprès du public. Pour l'anecdote, au même moment, Hazel O'Connor avait une liaison avec Midge Ure du groupe Ultravox[réf. nécessaire].
En août 1981 sort We're All Grown Up. Si les ventes restent modestes, il faut toutefois reconnaître une évolution bienvenue et une envie farouche de différencier la chanteuse de l'actrice. Son troisième album sort en septembre 1981 : Cover Plus est un honnête succès et les critiques sont plus douces à son égard, même si sa reprise des Stranglers, Hanging Around, ne fait pas l'unanimité. Témoin de la difficulté qu'elle rencontre à faire oublier son passé d'actrice, c'est encore et toujours un single extrait du film qui paraît en janvier 1982 avec Calls the Tune dont la pochette sera même réalisée avec une photo vieille de deux ans et tirée du film ! That's Life, dernier extrait de son nouvel album, est un échec. Hazel O'Connor décide alors de prendre son temps et marque une pause. Elle fait une timide apparition en 1983 dans le fameux clip Who's that Girl? de Eurythmics aux côtés d'autres figures féminines comme Bananarama, Haysi Fantayzee, les filles de Bucks Fizz et Marilyn. Elle revient en 1984 avec l'album Smile. Malheureusement, le public l'a un peu oubliée et sa seule percée des charts a lieu en février 1984 avec le single Don't Touch Me, sa dernière apparition dans le classement malgré la participation comme choriste de George Michael du groupe Wham. Aucun des autres singles extraits de l'album n'atteindront le Top 100[réf. nécessaire].
Consciente que son heure de gloire est bel et bien passée, Hazel O'Connor met sa carrière entre parenthèses, ne revenant qu'à l'occasion de quelques films ou albums. Elle se concentre sur le théâtre, un milieu dans lequel elle évolue depuis plus de vingt ans, avec talent[réf. nécessaire].

## Discographie

### Albums studio
- 1980 : Breaking Glass
- 1980 : Sons and Lovers
- 1981 : Cover Plus
- 1984 : Smile
- 1993 : To Be Freed
- 1995 : Private Wars
- 1998 : 5 in the Morning
- 2005 : Hidden Heart
- 2014 : Here She Comes

### Singles
- 1979 : Ee-i-adio
- 1979 : Cover Plus
- 1980 : Writing on the Wall
- 1980 : Eighth Day
- 1980 : Give me an Inch
- 1980 : Time
- 1981 : D-Days
- 1981 : Will You?
- 1981 : We're All Grown Up
- 1981 : Hanging Around
- 1982 : Calls the Tune
- 1982 : That's Life
- 1984 : Don't Touch Me
- 1984 : Cuts Too Deep
- 1984 : Just Good Friends
- 1986 : Today Could Be So Good
- 1993 : My Friend Jack
- 1998 : Na Na Na
- 2004 : One More Try